# Maýsa Pardaýewa
Maýsa Pardaýewa (ur. 14 lutego 2005) – turkmeńska judoczka. 
Uczestniczka mistrzostw świata w 2023. Startowała w Pucharze Świata w latach 2022-2024. Brązowa medalistka igrzysk azjatyckich w 2022 roku.